# ATP de Lyon
O ATP de Lyon – ou Open Parc Auvergne-Rhône-Alpes Lyon, na última edição – foi um torneio de tênis profissional masculino, de nível ATP 250.
Realizado em Lyon, no centro-leste da França, durou até 2024. Divide-se em dois períodos: 1987 a 2009 e o de 2017 e 2024, quando substituiu Nice. Os jogos eram disputados em quadras de saibro durante o mês de maio.
Foi extinto para que seus recursos pudessem ser fundidos com Munique, possibilitando a promoção deste a ATP 500.

## Finais

### Simples
| Ano                                                         | Campeão                    | Vice-campeão            | Resultado      |
| ----------------------------------------------------------- | -------------------------- | ----------------------- | -------------- |
| 2024                                                        | Giovanni Mpetshi Perricard | Tomás Martín Etcheverry | 6–4, 1–6, 7–67 |
| 2023                                                        | Arthur Fils                | Francisco Cerúndolo     | 6–3, 7–5       |
| 2022                                                        | Cameron Norrie             | Alex Molčan             | 6–3, 36–7, 6–1 |
| 2021                                                        | Stefanos Tsitsipas         | Cameron Norrie          | 6–3, 6–3       |
| Torneio não realizado em 2020 devido à pandemia de COVID-19 |                            |                         |                |
| 2019                                                        | Benoît Paire               | Félix Auger-Aliassime   | 6–4, 6–3       |
| 2018                                                        | Dominic Thiem              | Gilles Simon            | 3–6, 7–61, 6–1 |
| 2017                                                        | Jo-Wilfried Tsonga         | Tomáš Berdych           | 7–62, 7–5      |
| Torneio não realizado entre 2016 e 2010                     |                            |                         |                |
| 2009                                                        | Ivan Ljubičić              | Michaël Llodra          | 7–5, 6–3       |
| 2008                                                        | Robin Söderling            | Julien Benneteau        | 6–3, 56–7, 6–1 |
| 2007                                                        | Sébastien Grosjean         | Marc Gicquel            | 7–65, 6–4      |
| 2006                                                        | Richard Gasquet            | Marc Gicquel            | 6–3, 6–1       |
| 2005                                                        | Andy Roddick               | Gaël Monfils            | 6–3, 6–2       |
| 2004                                                        | Robin Söderling            | Xavier Malisse          | 6–2, 3–6, 6–4  |
| 2003                                                        | Rainer Schüttler           | Arnaud Clément          | 7–5, 6–3       |
| 2002                                                        | Paul-Henri Mathieu         | Gustavo Kuerten         | 4–6, 6–3, 6–1  |
| 2001                                                        | Ivan Ljubičić              | Younes El Aynaoui       | 6–3, 6–2       |
| 2000                                                        | Arnaud Clément             | Patrick Rafter          | 7–62, 7–65     |
| 1999                                                        | Nicolás Lapentti           | Lleyton Hewitt          | 6–3, 6–2       |
| 1998                                                        | Àlex Corretja              | Tommy Haas              | 2–6, 7–66, 6–1 |
| 1997                                                        | Fabrice Santoro            | Tommy Haas              | 6–4, 6–4       |
| 1996                                                        | Yevgeny Kafelnikov         | Arnaud Boetsch          | 7–5, 6–3       |
| 1995                                                        | Wayne Ferreira             | Pete Sampras            | 7–62, 5–7, 6–3 |
| 1994                                                        | Marc Rosset                | Jim Courier             | 6–4, 7–62      |
| 1993                                                        | Pete Sampras               | Cédric Pioline          | 7–65, 1–6, 7–5 |
| 1992                                                        | Pete Sampras               | Cédric Pioline          | 6–4, 6–2       |
| 1991                                                        | Pete Sampras               | Olivier Delaître        | 6–1, 6–1       |
| 1990                                                        | Marc Rosset                | Mats Wilander           | 6–3, 6–2       |
| 1989                                                        | John McEnroe               | Jakob Hlasek            | 6–3, 7–6       |
| 1988                                                        | Yahiya Doumbia             | Todd Nelson             | 6–4, 3–6, 6–3  |
| 1987                                                        | Yannick Noah               | Joakim Nyström          | 6–4, 7–5       |

### Duplas
| Ano                                                         | Campeões                              | Vice-campeões                        | Resultado         |
| ----------------------------------------------------------- | ------------------------------------- | ------------------------------------ | ----------------- |
| 2024                                                        | Harri Heliövaara Henry Patten         | Yuki Bhambri Albano Olivetti         | 3–6, 7–64, [10–8] |
| 2023                                                        | Rajeev Ram Joe Salisbury              | Nicolas Mahut Matwé Middelkoop       | 6–0, 6–3          |
| 2022                                                        | Ivan Dodig Austin Krajicek            | Máximo González Marcelo Melo         | 6–3, 6–4          |
| 2021                                                        | Hugo Nys Tim Pütz                     | Pierre-Hugues Herbert Nicolas Mahut  | 6–4, 5–7, [10–8]  |
| Torneio não realizado em 2020 devido à pandemia de COVID-19 |                                       |                                      |                   |
| 2019                                                        | Ivan Dodig Édouard Roger-Vasselin     | Ken Skupski Neal Skupski             | 6–4, 6–3          |
| 2018                                                        | Nick Kyrgios Jack Sock                | Roman Jebavý Matwé Middelkoop        | 7–5, 2–6, [11–9]  |
| 2017                                                        | Andrés Molteni Adil Shamasdin         | Marcus Daniell Marcelo Demoliner     | 6–3, 3–6, [10–5]  |
| Torneio não realizado entre 2016 e 2010                     |                                       |                                      |                   |
| 2009                                                        | Julien Benneteau Nicolas Mahut        | Arnaud Clément Sébastien Grosjean    | 6–4, 7–66         |
| 2008                                                        | Michaël Llodra Andy Ram               | Stephen Huss Ross Hutchins           | 6–3, 5–7, [10–8]  |
| 2007                                                        | Sébastien Grosjean Jo-Wilfried Tsonga | Łukasz Kubot Lovro Zovko             | 6–4, 6–3          |
| 2006                                                        | Julien Benneteau Arnaud Clément       | František Čermák Jaroslav Levinský   | 6–2, 36–7, [10–7] |
| 2005                                                        | Michaël Llodra Fabrice Santoro        | Jeff Coetzee Rogier Wassen           | 6–3, 6–1          |
| 2004                                                        | Jonathan Erlich Andy Ram              | Jonas Björkman Radek Štěpánek        | 7–62, 6–2         |
| 2003                                                        | Jonathan Erlich Andy Ram              | Julien Benneteau Nicolas Mahut       | 6–1, 6–3          |
| 2002                                                        | Wayne Black Kevin Ullyett             | Mark Knowles Daniel Nestor           | 6–4, 3–6, 7–63    |
| 2001                                                        | Daniel Nestor Nenad Zimonjić          | Arnaud Clément Sébastien Grosjean    | 6–1, 6–2          |
| 2000                                                        | Paul Haarhuis Sandon Stolle           | Ivan Ljubičić Jack Waite             | 6–1,2 6–7, 7–67   |
| 1999                                                        | Piet Norval Kevin Ullyett             | Wayne Ferreira Sandon Stolle         | 4–6, 7–65, 7–64   |
| 1998                                                        | Olivier Delaître Fabrice Santoro      | Tomás Carbonell Francisco Roig       | 6–2, 6–2          |
| 1997                                                        | Ellis Ferreira Patrick Galbraith      | Olivier Delaître Fabrice Santoro     | 3–6, 6–2, 6–4     |
| 1996                                                        | Jim Grabb Richey Reneberg             | Neil Broad Piet Norval               | 6–2, 6–1          |
| 1995                                                        | Jakob Hlasek Yevgeny Kafelnikov       | John-Laffnie de Jager Wayne Ferreira | 6–3, 6–3          |
| 1994                                                        | Jakob Hlasek Yevgeny Kafelnikov       | Martin Damm Patrick Rafter           | 6–7, 7–6, 7–6     |
| 1993                                                        | Gary Muller Danie Visser              | John-Laffnie de Jager Stefan Kruger  | 6–3, 7–6          |
| 1992                                                        | Jakob Hlasek Marc Rosset              | Neil Broad Stefan Kruger             | 6–1, 6–3          |
| 1991                                                        | Tom Nijssen Cyril Suk                 | Steve DeVries David Macpherson       | 7–6, 6–3          |
| 1990                                                        | Patrick Galbraith Kelly Jones         | Jim Grabb David Pate                 | 7–6, 6–4          |
| 1989                                                        | Eric Jelen Michael Mortensen          | Jakob Hlasek John McEnroe            | 6–2, 3–6, 6–3     |
| 1988                                                        | Brad Drewett Broderick Dyke           | Michael Mortensen Blaine Willenborg  | 3–6, 6–3, 6–4     |
| 1987                                                        | Guy Forget Yannick Noah               | Kelly Jones David Pate               | 4–6, 6–3, 6–4     |